# Agence Bretagne Presse
 (août 2012).
Pour les articles homonymes, voir ABP.
L’Agence Bretagne Presse (ABP.BZH) est un site internet créé en octobre 2003 par Philippe Argouarch et Ronan Le Flécher. Il diffuse, sous différents modes, des informations, des communications et des textes de fond.

## Historique
C’est une fois rentré en France, après avoir travaillé en Californie dans le web naissant en particulier à l’université Stanford  et acquis une expérience dans les médias comme webmaster du journal américain International Herald Tribune à Paris  que Philippe Argouarch, en collaboration avec Ronan Le Flécher[réf. nécessaire] a créé l’Agence Bretagne Presse comme service gratuit de collecte d’informations et de communiqués[réf. nécessaire].
En 2008, l'ABP se lance dans la vidéo en allant filmer des conférences et évènements associatifs et politiques en Bretagne. Certaines de ces vidéos sont parfois reprises par d’autres médias.
En 2009, l'ABP subit une grave crise éditoriale, car elle est critiquée pour avoir publié les communiqués du parti d'extrême-droite ADSAV, en suivant le modèle de l’AFP qui publie les communiqués du Front national. Les désaccords au sein de la rédaction provoquèrent le départ de Bernard Le Nail de la rédaction [réf. souhaitée]. À noter que  les communiqués des organisations identitaires et/ou racistes ne sont plus admis à la publication .
Le blogueur et militant français d'extrême droite Boris Le Lay, inscrit brièvement en 2010 pour parler de son site breizatao, se voit retirer son accréditation après constat de propos antisémites et racistes sur son blog.
Mai 2011, l’équipe des rédacteurs vote un rédacteur en chef : Fabien lécuyer . 
Février 2012 : une partie de la rédaction dont Fabien Lécuyer et Jacques-Yves Le Touze part fonder un autre web-média.
En 2012, l'ABP donne à ses rédacteurs et contributeurs la possibilité de publier sous plusieurs licences Creative Commons.
En septembre 2015, le cofondateur Philippe Argouarch reçoit le collier de l’ordre de l’Hermine en tant que créateur et dirigeant de l'Agence Bretagne Presse.
Depuis fin avril 2017, l'Agence Bretagne Presse diffuse « la revue de presse bretonne », une lettre d'information agrégeant les titres et les liens des articles moissonnés dans plus de 1 000 médias, y compris venant des radios et des chaines de télévision, sur le thème de la Bretagne ou des Bretons et sujets connexes, selon l’actualité du moment. La lettre d'information est créée automatiquement par un bot informatique qui visite les flux RSS des médias francophones.
Début 2018, le webmaster a codé un autre bot qui visite quotidiennement certaines associations et maisons d’éditions pour y collecter les derniers communiqués ou annonces de nouveaux livres ou CDs et les republier sur le site de l’ABP.
En 2020, trois autres lettres d'information sont lancées :
- une lettre d'information hebdomadaire reprenant les chroniques ABP et les reportages de la semaine
- Breizh Vox, un agrégateur quotidien reprenant les titres et les liens vers les communiqués des associations culturelles, des partis politiques et des blogs d’élus
- Tro ar mediaoù e brezhoneg (le tour des médias en breton), la première lettre d'information agrégatrice des titres et des liens vers tout ce qui a été publié en langue bretonne la veille, y compris les présentations des émissions de radio et de télévision et des liens vers les replays[14].

## Caractéristiques

### Nom
Le nom fait une référence formelle à un type de média B2B, agence de presse, mais le site Internet et ses satellites ont comme objectif de collecter et de diffuser gratuitement des informations et des connaissances sur la Bretagne, ses résidents et tout ce qui peut avoir un lien avec ceux-ci comme le spécifie la ligne éditorale.

### Structure et fonctionnement
L’ABP combine une fonction éditoriale et une fonction d’hébergement de textes et d’images analogue aux plateformes que l’on[Qui ?] regroupe sous le terme générique de réseaux sociaux. Cependant, le propriétaire du nom de domaine, Philippe Argouarch, exerce les fonctions de directeur de la publication applicables au contenu du site et de rédacteur en chef vis-à-vis des contributions individuelles.
La proposition de mise en ligne sur le site est faite par les émetteurs de texte eux-mêmes, sous condition que les auteurs ou porte-paroles se soient inscrits selon une procédure avec questions appelée « accréditation ». Tous les contributeurs sont bénévoles[source secondaire souhaitée].

Les communiqués des associations publiés sous le nom de rubrique « Communiqués de presse » et tout ce qui est publié sur le site y compris les commentaires sont, au regard de la loi,  de la responsabilité du directeur de la publication,, et le directeur a été poursuivi deux fois en diffamation au sujet de textes dont il n’était pas l’auteur[source secondaire souhaitée]. 
Une colonne de la une définit une rubrique « Éditorial - Chroniques et points de vue » qui regroupe  des textes écrits par des auteurs, sur lesquels le rédacteur en chef a une a une autorité car il peut, mais c’est très rare, suspendre une chronique ou tout autre texte. Le statuts des articles rubriqués « Reportages » est identique.

L’équipe rédactionnelle a été de taille variable selon les années, neuf personnes début novembre 2020, cinq en février 2021. 
L’ABP utilise un système de priorisation de l’affichage appelé « rédacteur en chef virtuel », dont Philippe Argouarch est l’inventeur. Ce système de mise en page de l’actualité est basé sur la popularité de l’information à un moment donné. L'application a été décrite par son développeur lui-même, dans un papier, publié dans la revue, Terminal, Technologie de l’information, culture & société et visible dans OpenEdition Journals et référencé dans Academia.edu.

L’ABP n’a pas de structure juridique porteuse, mais, son financement, conformément à sa devise affichée sous son bandeau-titre, « un média indépendant financé par ses lecteurs » est assuré par une association, l'Association Bretonne pour les Médias Numériques (ABPMN)[source secondaire souhaitée].

### Contenus
L'Agence Bretagne Presse  publie des articles, des chroniques, des reportages et des communiqués sur la Bretagne, le breton, la culture bretonne, la diaspora bretonne, l'environnement, l'Europe, la justice, les médias, la politique, le monde de l'entreprise, la réunification de la Loire-Atlantique à la Région Bretagne, et parfois aussi l'actualité des nations sans État et des minorités culturelles et linguistiques en Europe.

Elle collecte les contenus sur un mode collaboratif et participatif à la fois un agrégateur de communiqués émanant de la société civile et un web-média dans lequel écrivent plusieurs chroniqueurs aux points de vue régionalistescomme l’écrivain et juriste Yvon Ollivier et qui traitent de sujets politiques dans un style de magazine. Des reportages sont publiés, principalement sur des manifestations publiques concernant la Bretagne. Les informations de l'ABP sont parfois reprises par les autres médias de la presse quotidienne régionale,, ou de la presse quotidienne nationale,.

Le propriétaire et directeur publie sous son nom propre des éditoriaux souvent engagés.
En janvier 2025, ABP décide d'utiliser massivement l'IA pour rédiger les articles  Voir linkedin

### Canaux satellites
L'ABP publie sur son site web, mais aussi sur les réseaux sociaux. Tous les articles éditoriaux sont diffusés via un compte Twitter, et sur une page Facebook intitulée Bretagne Presse. Ces comptes servent aussi d’agrégateurs d’actualités régionales fournies par d’autres médias, y compris de la presse nationale. La sélection des titres de presse est effectuée par un bot informatique

### Présence du breton et du gallo
Le breton et le gallo sont une part minoritaire du contenu diffusé. Leur présence est  plus qu'un symbole, car les médias dans ces langues minoritaires sont peu nombreux. On observe la présence de nombreux communiqués sur des spectacles, conférences, cours du soir, livres, disques, etc, qui font de l'ABP un média important pour les brittophones et les gallophones.

### Affaires judiciaires
En 2006, l'Agence Bretagne Presse s'est déclarée comme association loi de 1901, mais l'association a dû déposer son bilan en 2007 à la suite d'une condamnation aux Prud'hommes. Le 23 juillet 2007, le Tribunal de Grande instance de Quimper avait prononcé la liquidation de l’association qui était en cessation de paiement.
En février 2008, l’Agence Bretagne Presse est poursuivie en justice pour diffamation par le Parti des travailleurs et par son président Daniel Gluckstein pour avoir publié un communiqué d’un candidat aux élections, membre du parti Union démocratique bretonne, qui qualifiait le parti des travailleurs de « parti social-nationaliste ». La plainte du parti des travailleurs qui réclamait 10 000 euros pour préjudice a été rejetée ce parti ayant cessé d’exister, et Daniel Gluckstein débouté,. Les frais d’avocat de l’Agence Bretagne Presse ont été pris en charge par l’association Skoazell Vreizh.
À la suite de la publication d’un communiqué de l’association environnementale « Sauvegarde de Brocéliande » accusant le Syndicat des ordures ménagères SMICTOM d'Ille-et-Vilaine (Syndicat mixte intercommunal de collecte et de traitement des ordures ménagères de la région Centre Ouest Ille-et-Vilaine), de vouloir détruire des espèces protégées par un projet de construction d’une décharge publique en bordure de la forêt nationale de Paimpont, le président du SMICTOM, Philippe Chevrel, porte plainte contre Philippe Argouarch en tant que directeur du média Agence Bretagne presse . Par décision du 23 mai 2013, le Tribunal de grande instance de Paris de la 17e chambre correctionnelle, Philippe Argouarch, ayant retiré le communiqué en question de l’ABP, a été innocenté mais « Sauvegarde de Brocéliande » est condamnée.